# Westelijke blindmuis
De westelijke of kleine blindmuis (Nannospalax leucodon) is een soort blindmuis, een ondergronds levend knaagdier. De westelijke blindmuis komt voor in het zuidoosten van Europa.

## Uiterlijk
De westelijke blindmuis lijkt veel op blindmuizen  van het geslacht Spalax zoals de Balkanblindmuis, maar is kleiner en heeft in verhouding grotere oren. De soort is echter enkel met zekerheid te onderscheiden van deze blindmuizen door de aanwezigheid van twee kleine openingen in de achterzijde van de schedel. De westelijke blindmuis wordt 15 tot 27 centimeter lang en 140 tot 220 gram zwaar. De westelijke blindmuis heeft geen staart. Het dier is volledig blind.

## Ecologie en gedrag
De westelijke blindmuis leeft solitair in ondergrondse gangen. Hij voedt zich met ondergrondse plantendelen, aangevuld met bladeren, stengels en vruchten. Voedsel wordt opgeslagen in het gangenstelsel. De paartijd valt van januari tot maart. De jongen worden na drie weken gespeend.
Deze blindmuis leeft in Zuidoost-Europa, van Joegoslavië en Hongarije tot Griekenland en Europees-Turkije, Moldavië en Zuidwest-Oekraïne. Hij komt voornamelijk voor in steppegebieden, maar is ook in andere open graslanden te vinden.

## Taxonomie
Sommige auteurs rekenen deze soort wel tot het geslacht Spalax. Er zijn ook aanwijzingen dat deze soort een supersoort is, die bestaat uit verscheidene vormen.